# Castello di Zvoleněves
Il castello di Zvoleněves (in ceco Zámek Zvoleněves) si trova nell'omonimo comune del Distretto di Kladno, Boemia Centrale in Repubblica Ceca. Si tratta di un castello che risale al XIV secolo, rimaneggiato e ricostruito nel XVIII secolo ed è considerato monumento culturale nazionale. 

## Storia

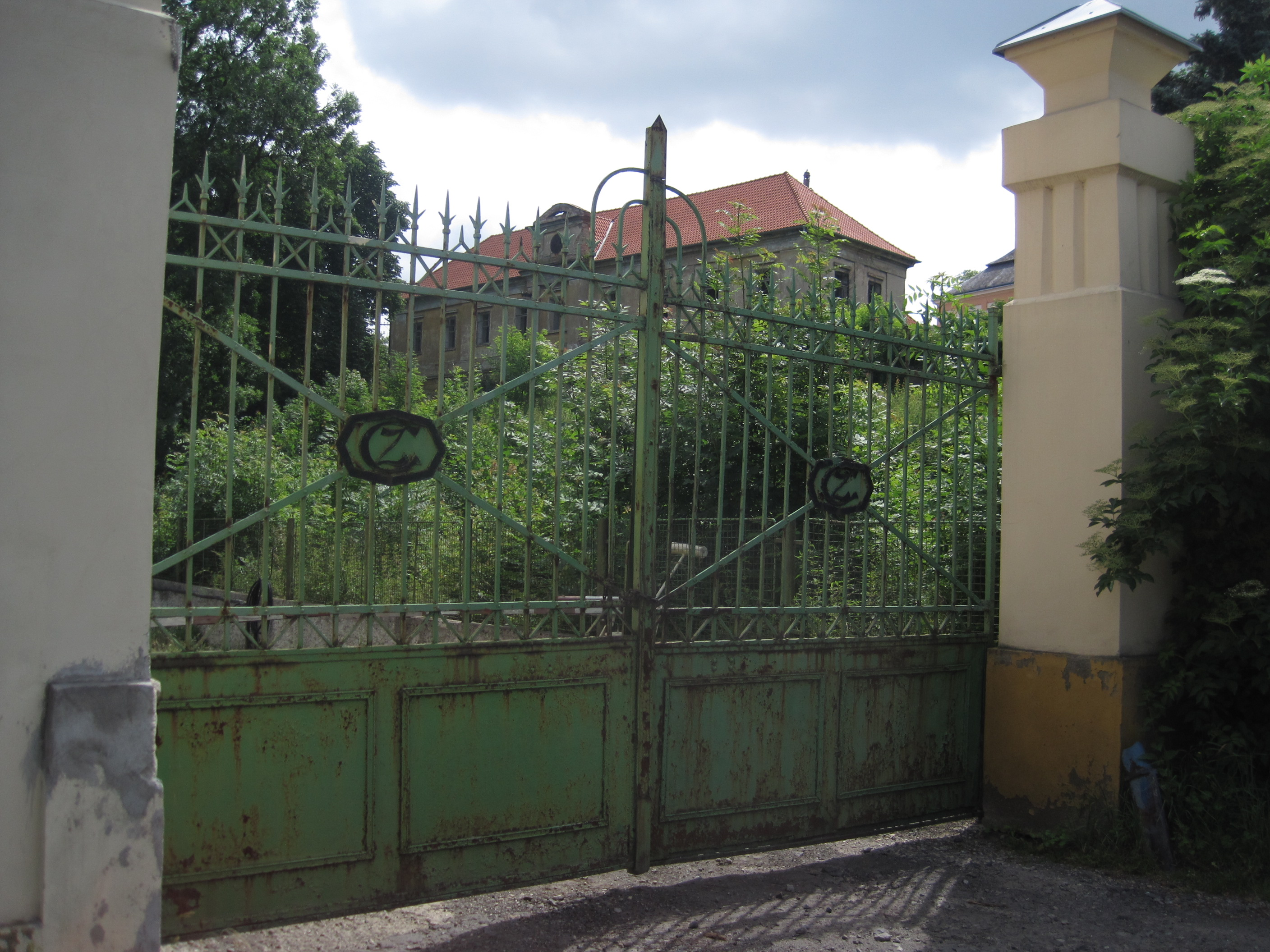
Cancello di accesso al piccolo parco del castello

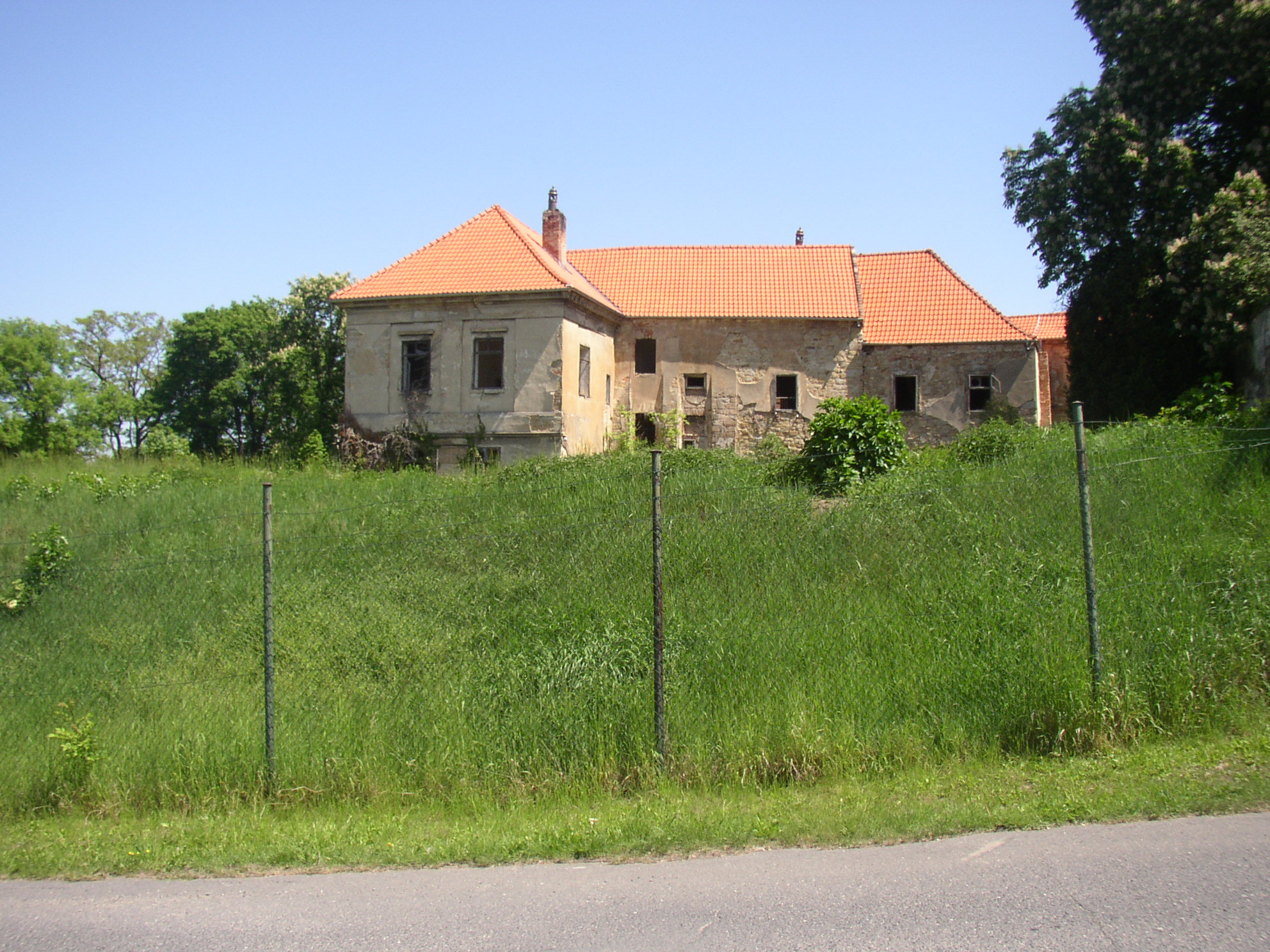
Parte laterale della struttura

Già nel XIV secolo sul sito sorgeva una fortezza gotica, menzionata per la prima volta nelle fonti scritte risalenti al 1401. Nel corso del XV secolo i proprietari cambiarono spesso, finché all'inizio del XVI secolo lo acquistò la famiglia Zejdlic di Šenfeld, che fece della dimora di Zvoleněves il centro di un vasto possedimento. La vecchia fortezza cominciò a non essere più sufficiente per la loro famiglia e, dopo la metà del XVI secolo, fu oggetto di una ricostruzione molto significativa in stile rinascimentale. All'inizio del XVII secolo i proprietari cambiarono ancora più volte e durante la guerra dei trent'anni la fortezza fu gravemente danneggiata da un incendio. Nel 1668 il castello fu acquistato dal duca di Sassonia-Lauenburg Giulio Francesco. Con la famiglia Lauenburg ritornò ad essere il centro amministrativo delle vaste proprietà dei nobili e alla fortezza furono eseguite solo le riparazioni più necessarie senza particolare interesse per un suo reale restauro. All'inizio del XVIII secolo fu ricostruito per diventare sede di uffici e utilizzato per appartamenti. Nel 1787 il castello, che era stato piuttosto trascurato, venne riparato. Tuttavia non era più sufficiente alle esigenze del centro amministrativo del feudo e la struttura preesistente fu demolita all'inizio del XIX secolo e sulle fondamenta originali fu ricostruito un edificio dai caratteri classicisti completamente nuovo. Continuò a servire a scopi amministrativi e ricettivi e nuovamente, in particolare dopo la seconda guerra mondiale, cadde in uno stato di abbandono. L'edificio rimase inutilizzato e, malgrado sia considerato un monumento culturale nazionale, versa in stato critico di conservazione.

## Descrizione
Il castello si trova nell'abitato di Zvoleněves, comune della Boemia Centrale in Repubblica Ceca. La struttura presenta una pianta piuttosto complessa e si trova in uno stato quasi di abbandono anche se la recente proprietà è interessata al suo restauro. Il nucleo del complesso è una residenza nobiliare con giardino protetto da un muro difensivo. Si tratta di un castello a quattro piani con un cortile interno irregolare e una facciata regolarmente segmentata. Il parco del castello, che comprende un'aia, una chiesa e una canonica, è situato su una collina nella parte meridionale della cittadina. La facciata è rivolta verso nord. Le sue ali laterali racchiudono un piccolo cortile pentagonale. Sul lato sud il castello è collegato alla chiesa di San Martino con un corridoio coperto. Le coperture dei tetti a padiglione sono rifiniti con particolari in ceramica. Intorno al castello è stato parzialmente conservato un fossato. Sul lato ovest è presente un giardino su un terrazzo sopraelevato, parzialmente delimitato da terrazzo e muro di recinzione. L'area di accesso antistante la facciata settentrionale del castello è delimitata da un muro di cinta. Nell'area sono presenti alcuni piccoli edifici in origine dedicati al servizio.

### Monumento culturale della Repubblica Ceca
Dal 1978 la tutela dei monumenti della Repubblica Ceca considera il complesso del castello di Zvoleněves un monumento culturale nazionale tutelato col numero di catalogo 1000131280. Oggetto di tutela sono il castello col suo parco, la recinzione e la terrazza oltre alle aree appartenenti.